# Manœuvres (album)
Pour les articles homonymes, voir Manœuvre.
 (novembre 2018).
Si vous disposez d'ouvrages ou d'articles de référence ou si vous connaissez des sites web de qualité traitant du thème abordé ici, merci de compléter l'article en donnant les références utiles à sa vérifiabilité et en les liant à la section « Notes et références ».
Albums de Greg Lake
Greg Lake
(1981) King Biscuit Flower Hour Presents Greg Lake in Concert
(1995)
Singles
1. Famous Last Words
Sortie : 1983 (PT)

Manoeuvres est le deuxième et dernier album solo du guitariste et chanteur britannique Greg Lake, sorti en juillet 1983 sur Chrysalis Records. Comme son premier album, Greg Lake (1981), il a été créé en étroite collaboration avec Gary Moore.

## Disque
L'album présente un son de rock progressif à saveur pop ressemblant à celui d'Asia, le groupe que Greg Lake rejoindra brièvement à la fin de 1983. L'album reçut un accueil critique défavorable à l'époque et ne parvinrent pas à égaler les ventes de son prédécesseur. Ce fut le dernier album de Lake en tant qu’artiste solo, son travail ultérieur consistant en des collaborations avec des groupes tels que Asia, ainsi qu'un album avec le claviériste du groupe Geoff Downes en 2015, intitulé Ride the Tiger. Il jouera aussi la basse avec The Who sur une chanson, puis avec Ringo Starr et son All Star Band en tournée. 
Les musiciens présents lors de l'enregistrement sont les mêmes que ceux de l'album précédent de 1981 et le plus prestigieux d'entre eux est certainement Gary Moore, dont la guitare éraillée semble avoir moins de place que dans l'album précédent, mais le disque est cependant bien joué et arrangé.

## Titres
Toutes les chansons sont écrites et composées par Greg Lake, sauf indication contraire.

### Face A
| No | Titre                                  | Auteur                   | Durée |
| -- | -------------------------------------- | ------------------------ | ----- |
| 1. | Manoeuvres                             | - Greg Lake - Gary Moore | 4:06  |
| 2. | Too Young to Love                      |                          | 4:07  |
| 3. | Paralyse                               |                          | 3:59  |
| 4. | A Woman Like You                       | Gary Moore               | 4:32  |
| 5. | I Don't Want to Lose Your Love Tonight | - Lake - Moore           | 3:56  |

### Face B
| No | Titre                             | Auteur                                        | Durée |
| -- | --------------------------------- | --------------------------------------------- | ----- |
| 1. | It's You, You've Gotta Believe    |                                               | 7:11  |
| 2. | Famous Last Words                 | - Chris Bradford - Andy Scott - David Most    | 3:06  |
| 3. | Slave to Love                     |                                               | 3:23  |
| 4. | Haunted                           | - Greg Lake - Tristram Margetts - Tony Benyon | 4:54  |
| 5. | I Don't Know Why I Still Love You |                                               | 5:16  |

## Personnel
- Greg Lake - guitare rythmique, Chant
- Gary Moore - guitare solo
- Tristram Margetts - basse
- Tommy Eyre - claviers
- Ted McKenna - batterie

### Personnel technique
- Dan Priest - ingénieur mix et overdub
- Andy Pearce - remasterisation 2010
- Robin Harris - illustration
- John Pasche - conception